# Ophichthidae
Ophichthidae é uma família de peixes actinopterígeos pertencentes à ordem Anguilliformes, subordem Congroidei. São conhecidas como falsas-moreias, pois se assemelham com as moreias verdadeiras da família Muraenidae. A família pode ser encontrada em regiões tropicais e subtropicais dos Oceanos Atlântico, Índico e Pacífico.